# Brad Schumacher
Bradley ("Brad") Darrell Schumacher (* 6. März 1974 in Bowie, Maryland) ist ein ehemaliger US-amerikanischer Schwimmer und zweifacher Olympiasieger.
Er trat 1996 bei den Olympischen Sommerspielen in Atlanta an und konnte dort mit den US-Schwimmstaffeln zwei Goldmedaillen gewinnen. Vier Jahre später an den Olympischen Sommerspielen in Sydney war er Mitglied des Wasserballteams und erreichte Platz 6.
Schumacher studierte an der University of the Pacific und schloss dort mit einem MBA ab. In den letzten Jahren war er als Trainer tätig.